# ملتهب الذيل الماسي
ملتهب الذيل الماسي (الاسم العلمي: Stagonopleura guttata) هو نوع من شمعية المنقار المتوطنة في أستراليا. لها توزيع غير مكتمل وتحتل بشكل عام غابات أكثر جفافًا وغابات عشبية غرب سلسلة غريت ديفايدينغ. في حين أنه طائر صغير ممتلئ الجسم، فهو أحد أكبر العصافير في أستراليا. الطيور مميزة جدا بصدر أسود على صدر أبيض. الأجنحة سوداء مع بقع بيضاء ولها ردف قرمزي (ومن هنا الاسم) وذيل أسود.